# Cabreramops aequatorianus
Cabreramops aequatorianus is een zoogdier uit de familie van de bulvleermuizen (Molossidae). De wetenschappelijke naam van de soort werd voor het eerst geldig gepubliceerd door Cabrera in 1917.

## Voorkomen
De soort komt voor in Ecuador.